# Amar Benikhlef
Amar Benikhlef (em árabe: عمار بن خليف
11 de janeiro de 1982), é um judoca da Argélia que já conseguiu uma medalha de prata nos Jogos Olímpicos de Verão de 2008 em Pequim.